# Ferdinand av Viseu
Ferdinand av Viseu, född 1433, död 1470, var en portugisisk prins. Han var far till kung Manuel I av Portugal.